# Rødenessjøen
Rødenessjøen er en omkring 18 kilometer lang, knap 16 km² stor sø, der ligger 118 moh. i den centrale del af Haldenvassdraget, i Marker kommune, Viken fylke i Norge.
Søen har tilløb via Skirfossen fra Skulerudvannet som kun ligger en halv meter højere (118,6 moh.), og fra Øgderen 133 moh.
Vandet er præget af betydelig v eutrofiering (overgødskning).